# Raid di Deerfield
Il raid di Deerfield (o massacro di Deerfield) fu un avvenimento bellico avvenuto nell'ambito della guerra della regina Anna il 29 febbraio 1704 quando delle forze franco-indigene al comando di Jean-Baptiste Hertel de Rouville attaccarono gli insediamenti della frontiera inglese a Deerfield, bruciando parte del villaggio, uccidendo 47 persone e facendo 112 prigionieri che vennero riportati in Canada, di cui 60 vennero poi rilasciati.
Come tipicamente avveniva in questi scontri di frontiera su piccola scala, le forze franco-indiane erano costituite da soldati francesi e da una coalizione di diverse popolazioni indiane locali che assommava a circa 240 guerrieri, dei quali buona parte Abenaki (originari dell'odierno Maine), ma  comprendente anche piccoli gruppi di Uroni (Wyandot) originari di Lorette, di Irochesi (Mohawk) provenienti da Kahnawake e un certo numero di Pocumtuc che avevano vissuto tempo addietro nell'area di Deerfield. La diversità del personale impiegato, le motivazioni dei singoli e gli obbiettivi materiali coinvolti nel raid fecero sì che la pianificazione dell'attacco non fosse passata inosservata nemmeno agli inglesi, o perlomeno essa non era così inaspettata come i francesi pensavano. I difensori di alcune case fortificate nel villaggio riuscirono a respingere i razziatori sino all'arrivo di rinforzi. Ad ogni modo il raid fu una chiara vittoria della coalizione francese il cui obbiettivo era quello di fare prigionieri e minare la società dei coloni inglesi nell'area. Vennero presi più di 100 prigionieri ed il 40% delle case vennero distrutte.
Anche se predetto, il raid fu comunque uno shock per i coloni inglesi, peggiorato ancor più dalle relazioni tra francesi e nativi americani, portando sempre più ad una guerra di frontiera. Il raid è divenuto una parte della storia della guerra di frontiera americana, principalmente per i racconti dei prigionieri sopravvissuti, tra cui il più rilevante è stato sicuramente il reverendo John Williams. Con la sua famiglia venne costretto a compiere un lungo viaggio a piedi verso il Canada a seguito degli altri prigionieri. Sua figlia minore Eunice venne adottata da una famiglia mohawk, si assimilò ai loro costumi e sposò un uomo mohawk. Il racconto di Williams, The Redeemed Captive, venne pubblicato nel 1707 e fu molto popolare nelle colonie.

## Antefatto
Al tempo dell'arrivo dei coloni europei nella valle del fiume Connecticut (attuale stato del Massachusetts), l'area di Deerfield era abitata dai Pocumtuc di lingua algonchina. Negli anni '60 del Seicento, i Pocumtuc si erano definiti come nazione dopo un conflitto con l'aggressiva popolazione dei Mohawk. Nel 1665 gli abitanti dei villaggi dell'est del Massachusetts presso Dedham ottennero di poter acquistare qui la terra con una legalità però incerta presso i Pocumtuc. Un villaggio, dapprima chiamato Pocumtuck, poi Deerfield, venne fondato negli anni '70 del Seicento. Collocato in posizione relativamente isolata tra gli insediamenti inglesi, Deerfield venne coinvolto inevitabilmente negli scontri di frontiera tra i gruppi di altri coloni europei e nativi americani.
L'avamposto coloniale era un tipico sistema di sussistenza nel New England basato sull'agricoltura e la maggior parte degli abitanti di Deerfield erano giovani famiglie che si erano mosse da ovest in cerca di terre da coltivare. Le donne non erano la maggioranza, ma il loro lavoro era essenziale per il supporto alla comunità.

### Precedenti raid a Deerfield
Nel 1675 il villaggio aveva raggiunto i 200 abitanti. In quell'anno, il conflitto tra coloni e indiani del New England meridionale scoppiò in quella che divenne nota come Guerra di re Filippo. La guerra coinvolse tutte le colonie del New England, ed il risultato fu la distruzione o la notevole riduzione e pacificazione di gran parte delle nazioni indiane che erano disposte ad attaccare gli europei.
Deerfield venne evacuato nel settembre del 1675 dopo una serie di attacchi coordinati culminati nella Battaglia di Bloody Brook che portò alla morte della metà degli adulti maschi del villaggio. Il villaggio abbandonato venne poco dopo rioccupato dagli indiani. I coloni si raggrupparono e nel 1676 una forza di coloni locali distrusse l'accampamento indiano sul sito allora ribattezzato Peskeompscut. Il luogo si chiama oggi Turner's Falls in onore di William Turner, il capo inglese che morì in battaglia.

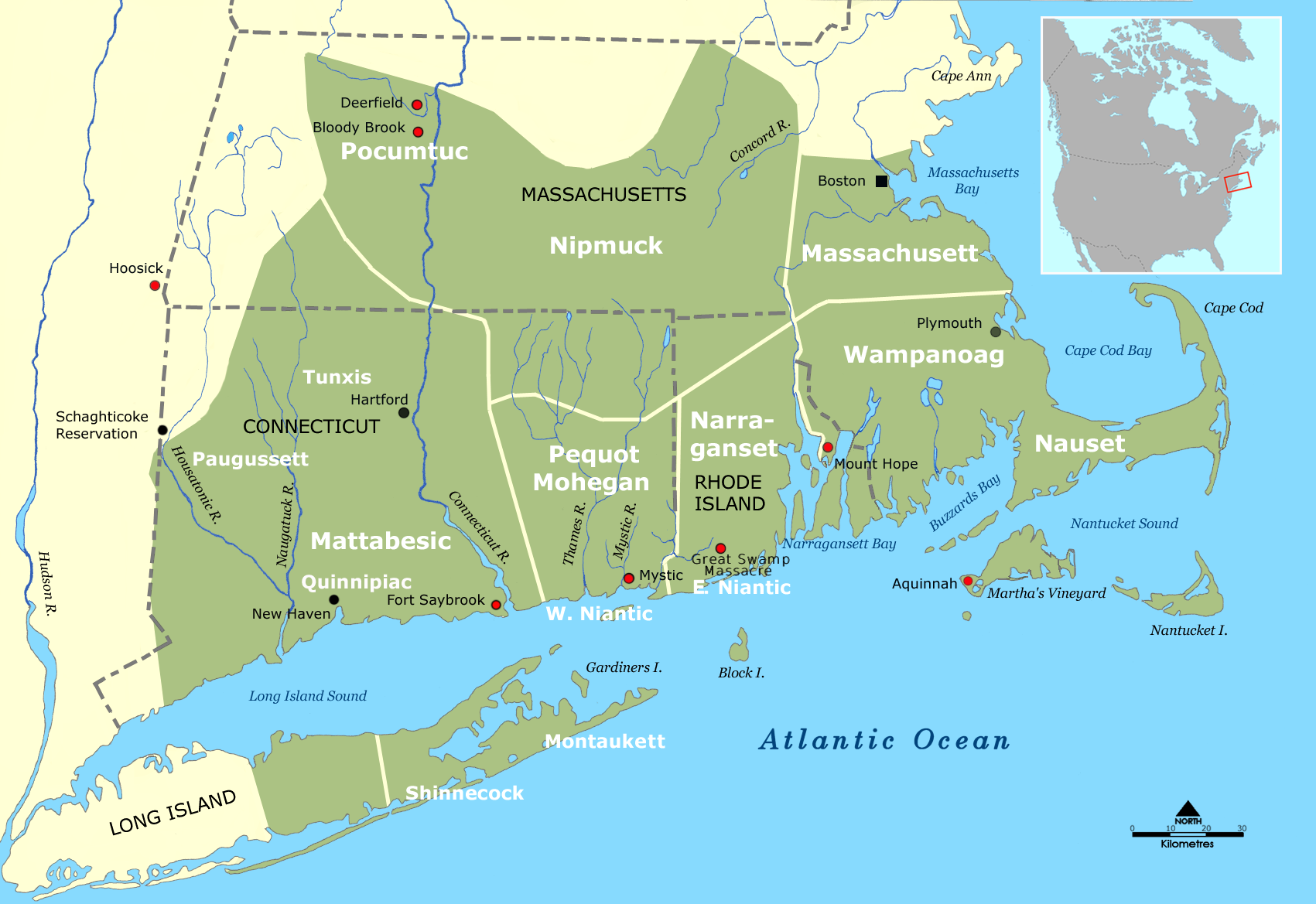
La mappa indica approssimativamente la distribuzione delle tribù indiane nel New England meridionale nel XVII secolo.

Proseguendo nei raid i Mohawk costrinsero molti dei rimanenti indiani a ritirarsi nel Canada controllato dai francesi o verso ovest. Questi, portandosi in queste aree, si unirono ad altre tribù con le quali strinsero degli accordi e con le autorità della Provincia di New York. Durante la Guerra di re Guglielmo (1688–1697), Deerfield non fu soggetta a grandi attacchi, ma la comunità perse 12 residenti in una serie di imboscate o in altri incidenti. Nell'area passarono anche gruppi di indiani pacifici.
Attacchi alle comunità di frontiera nell'attuale Maine meridionale nel corso della Campagna della costa nordorientale (1703) nuovamente posero Deerfield in allerta. In risposta alle loro perdite nella campagna, i francesi ed i nativi attaccarono Deerfield.
La palizzata del villaggio, costruita al tempo della Guerra di re Guglielmo, venne ricostruita ed espansa. Nell'agosto di quell'anno, il comandante della milizia locale richiamò i suoi membri dopo aver ricevuto la notizia che "un gruppo di francesi e indiani provenienti dal Canada" stavano "aspettando di attaccare in qualsiasi momento il villaggio sul fiume Connecticut." Ad ogni modo nulla accadde sino ad ottobre quando due uomini vennero presi fuori dalla palizzata. La milizia venne inviata a salvaguardare il villaggio per risposta, ma questi ritornarono alle loro case con l'avvento dell'inverno che non era tempo dedicato alla guerra.
Raid minori contro altre comunità dell'area convinsero il governatore Joseph Dudley ad inviare 20 uomini di guarnigione a Deerfield nel febbraio di quell'anno. Questi uomini, poco preparati, giunsero il 24 febbraio e si andarono a porre sulle palizzate. Oltre a questi uomini, la popolazione del villaggio riuscì a radunare 70 uomini per combattere, forze sottoposte al comando del capitano Jonathan Wells.

### L'organizzazione del raid
La valle del fiume Connecticut era stata identificata come possibile obbiettivo di un raid dalle autorità della Nuova Francia già dal 1702. Le forze per il raid avevano iniziato ad ammassarsi presso Montréal già nel maggio del 1703, come riportato da alcune spie inglesi. Ad ogni modo, intervennero due incidenti a ritardare l'esecuzione del raid: il primo fu la notizia di una nave da guerra inglese che stava risalendo il fiume San Lorenzo, il che fece trasferire molte forze indiane a Québec per difendere la città, mentre il secondo fu il distaccamento di molte truppe, tra cui Jean-Baptiste Hertel de Rouville, leader del raid, per delle operazioni nel Maine (incluso il raid contro Wells che innalzò l'allarme a Deerfield). Hertel de Rouville non ritornò a Montréal sino all'autunno successivo.
Le forze assemblate a Chambly, poco a sud di Montréal, erano circa 250, ed erano composte da personale differente. Vi erano 48 francesi, alcuni della milizia canadese ed altre reclute delle troupes de la marine, tra cui i fratelli di Hertel de Rouville. La leadership francese includeva un numero di uomini con più di 20 anni di esperienza in guerra. Il contingente indiano includeva 200 tra Abenaki, Irochesi, Uroni e Pocumtuc, molti dei quali erano intenzionati a vendicarsi di privazioni subite in passato. A questi si aggiunsero altri 30 Pennacook guidati dal capo Wattanummon che si portarono verso Deerfield tra la fine di gennaio e l'inizio di febbraio del 1704, reclutando truppe per un totale di 300 uomini.
La partenza della spedizione non venne comunque mantenuta segreta. Nel gennaio del 1704, un agente indiano a New York, Pieter Schuyler, venne avvisato dagli irochesi di una possibile azione in questo senso, notizia che egli inoltrò al governatore Dudley ed al governatore del Connecticut, Winthrop; a metà febbraio giunsero altre soffiate, anche se non vi era il nome di alcun obbiettivo specifico.

## Il raid
I razziatori lasciarono gran parte dei loro rifornimenti e del loro equipaggiamento a circa 40 km a nord del villaggio prima di trasferirsi in un accampamento a soli 2 km da Deerfield il 28 febbraio 1704. Da questo punto favorevole potevano osservare gli abitanti del villaggio ed i loro preparativi dato che, avvisati, questi si stavano preparando alla difesa al meglio che avessero potuto.
I razziatori ebbero modo di vedere che dei cumuli di neve si erano formati dalla base alla cima della palizzata; questo fatto avrebbe di molto semplificato la loro entrata nelle fortificazioni il giorno successivo. I franco-indiani si avvicinarono cautamente al villaggio, fermandosi periodicamente così da confondere le sentinelle tra i loro rumori e i suoni naturali dell'area. Un gruppo di uomini scalò le palizzate tramite le lingue di neve e quindi aprì il cancello nord per far entrare gli altri. L'allarme scattò anche nel villaggio, ma questo non venne udito subito da tutti. Come raccontò in seguito il reverendo John Williams "con orridi spari e urla" i razziatori lanciarono il loro attacco "come un fiume su di noi."
L'attacco dei razziatori probabilmente non andò esattamente come avevano programmato. Nell'attacco a Schenectady ed a Durham negli anni '90 del Seicento (entrambi col padre di Hertel de Rouville), i razziatori avevano simultaneamente attaccato tutte le case; a Deerfield questo non avvenne. Gli storici Haefeli e Sweeney hanno teorizzato che il fallimento di un attacco coordinato fu a causa dell'eccessiva diversificazione delle forze attaccanti.

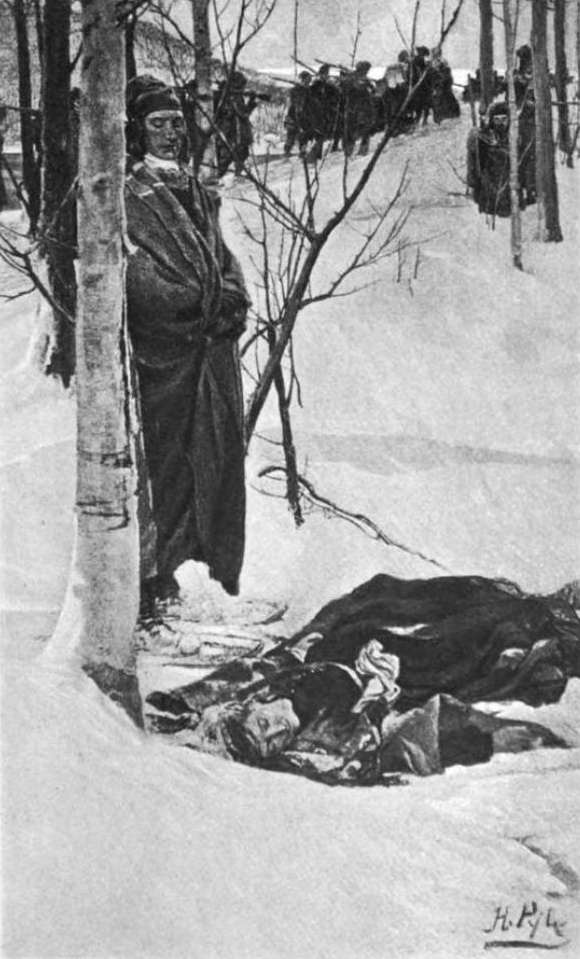
Illustrazione di Howard Pyle che mostra un episodio del drammatico ritorno in Canada.

I razziatori iniziarono ad attaccare qualche casa qua e là. La casa del reverendo Williams fu tra le prime ad essere razziata; la vita di Williams venne risparmiata ma egli fu preso come prigioniero. Due dei suoi figli e un servo vennero uccisi; il resto della sua famiglia e gli altri servitori vennero tratti prigionieri con lui. Scenari simili si ebbero anche in altre case. I residenti della casa Benoni Stebbins, che furono tra i primi ad essere attaccati, riuscirono a resistere agli attacchi sino all'alba. Una seconda casa, posta nell'angolo nord-ovest della palizzata, riuscì con successo a difendersi. I razziatori si muovevano nel villaggio portando invece i prigionieri nell'area a nord del villaggio, visitando le case alla ricerca di oggetti di valore e incendiando quelle in cui non veniva trovato nulla.
Con l'arrivo del mattino, alcuni razziatori iniziarono a muoversi coi loro ostaggi, ma si fermarono a circa un miglio a nord del villaggio nell'attesa di quanti ancora non avevano terminato al villaggio. Gli uomini di casa Stebbins combatterono per due ore e quando giunsero i rinforzi erano quasi allo stremo delle forze e delle munizioni. All'inizio del raid, infatti, il giovane John Sheldon era riuscito a fuggire da sopra la palizzata e si era portato nel vicino villaggio di Hadley per dare l'allarme e chiedere aiuto. I fuochi dalle case che bruciavano vennero avvistati e "una trentina di uomini di Hadley e di Hatfield" si precipitarono a Deerfield. Il loro arrivo fece fuggire i razziatori ed alcuni di loro nel panico abbandonarono ciò che stavano trasportando, armi comprese.
L'improvvisa partenza dei razziatori e l'arrivo dei rinforzi rasserenò gli animi dei sopravvissuti e circa 20 uomini di Deerfield si unirono a quelli di Hadley per dare la caccia ai razziatori che si erano allontanati. Gli inglesi ed i razziatori si scontrarono poco più a nord del villaggio in una schermaglia dove gli inglesi riuscirono ad "uccidere ed a ferirne molti". Ad ogni modo, anche questa operazione venne condotta con superficialità ed istintività e nel corso delle imboscate dei 50 uomini del New England, 9 vennero uccisi e molti furono pure i feriti.  Dopo questo episodio si ritirarono al villaggio, mentre i razziatori coi loro prigionieri proseguirono verso nord.
L'allarme, ormai giunto anche a sud, fece sì che rinforzi continui arrivassero al villaggio. Alla mezzanotte, erano ormai arrivati 80 uomini da Northampton e Springfield, ed il giorno successivo ne giunsero altri 250 dal Connecticut. Dopo aver dibattuto sul da farsi, decisero che le difficoltà nel proseguire non valevano la pena del rischio. Dopo aver lasciato una notevole guarnigione al villaggio, la milizia tornò quindi alle proprie case.
I razziatori avevano distrutto 17 delle 41 case del villaggio e ne avevano danneggiate altre. Delle 291 persone presenti a Deerfield la notte dell'attacco, ne rimasero solo 126 il giorno successivo. I morti furono in tutto 44 a Deerfield: 10 uomini, 9 donne e 25 bambini, 5 soldati di guarnigione e 7 uomini di Hadley. Di quanti morirono nel villaggio, 15 morirono per gli incendi delle case ed i restanti vennero colpiti dal nemico. Queste perdite vennero motivate essenzialmente dal tentativo dei razziatori di intimidire gli abitanti del villaggio e quindi di poter ottenere più facilmente prigionieri da portare in Canada. Gran parte dei morti erano bambini in quanto non sarebbero stati capaci di sopravvivere nel lungo viaggio verso il Canada. I prigionieri furono 109, ovvero il 40% della popolazione intera del villaggio, e tra questi tre francesi che vivevano con gli abitanti. Anche i razziatori soffrirono alcune perdite, anche se le fonti in questo caso sono meno specifiche e più varie. Il governatore della Nuova Francia, Philippe de Rigaud de Vaudreuil, riportò che la spedizione aveva avuto solo 11 morti e 22 feriti, tra cui Hertel de Rouville e uno dei suoi fratelli. John Williams riferì di aver sentito dai soldati francesi durante la sua prigionia che più di 40 tra francesi e indiani erano morti nell'attacco; Haefeli e Sweeney hanno ritenuto nei loro scritti che probabilmente le perdite dei francesi furono lievi. Molti dei prigionieri erano donne e ragazzi o bambini che francesi e indiani vedevano come migliori prede rispetto ai maschi adulti, nel tentativo di integrarli nelle comunità native così che potessero rifarsi una vita nel Canada Francese.

## Prigionia e riscatto
Per i 109 prigionieri inglesi, il raid fu solo l'inizio di un problema protrattosi nel tempo. I razziatori intendevano portarli in Canada a 480 km nel bel mezzo dell'inverno. Molti dei prigionieri erano mal preparati a questo viaggio, ed i razziatori erano a corto di provviste al punto che successivamente attuarono una pratica comune: uccisero quanti era palese che fossero ormai stremati dal viaggio o non fossero in grado di proseguire. Williams commentò più volte la crudeltà dei selvaggi indiani i quali uccidevano "casualmente," e che nessuno degli uccisi aveva necessità di essere freddato sul posto. Molti (non tutti) dei prigionieri uccisi erano quelli vulnerabili che avrebbero rischiato di morire lungo il percorso. Solo 89 dei prigionieri sopravvissero all'ordalia e le loro possibilità di sopravvivenza erano spesso connesse all'età ed al genere: i bambini più piccoli ebbero la sorte peggiore, mentre i ragazzi più grandi (tutti 21 sopravvissero) riuscirono a sopravvivere. Gli uomini adulti ebbero sorte migliore delle donne, in particolare di quelle gravide o di quante avevano bambini piccoli.
Nei primi giorni molti fuggitivi scomparvero. Hertel de Rouville diede istruzioni al reverendo Williams di informare gli altri che i fuggitivi sarebbero stati torturati se ritrovati e non vi furono altre fughe (lo stesso metodo venne utilizzato per altri raids). I capi francesi avevano poi posizioni differenti nei confronti degli indiani circa la posizione dei prigionieri e sul trattamento da riservare loro ma una riunione tenutasi consentì di proseguire quindi la marcia.

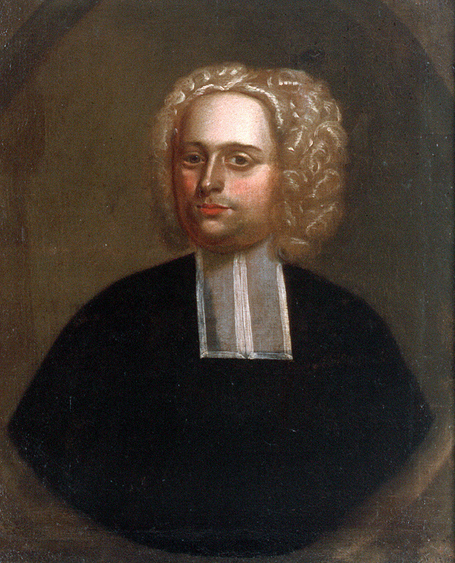
Ritratto del reverendo John Williams, c. 1707

Secondo il racconto di John Williams relativo alla sua prigionia, la compagnia viaggiò attraversando il fiume Connecticut gelato, quindi verso il fiume Wells e poi verso il Winooski verso Lago Champlain. Da qui si portarono a Chambly, punto dove le forze si dispersero. I prigionieri accompagnarono i loro carcerieri ai loro rispettivi villaggi. La moglie di Williams, Eunice, debole dopo aver dato alla luce un figlio appena sei settimane prima, fu una delle prime ad essere uccisa durante il viaggio; il suo corpo venne recuperato in seguito e sepolto nel cimitero di Deerfield.
Da parte dei governatori delle province settentrionali inglesi iniziarono a pervenire richieste di agire contro i francesi. Il governatore Dudley scrisse che "la distruzione di Quebeck  e Port Royal [avrebbe] posto tutti i magazzini navali nelle mani di Sua Maestà, ed avrebbe posto per sempre fine alla guerra indiana", la frontiera tra Deerfield e Wells venne fortificata con 2000 uomini, ed il prezzo per uno scalpo indiano venne raddoppiato da 40 a 100 sterline. Dudley organizzò prontamente un raid contro l'Acadia (attuale Nuova Scozia). Nell'estate del 1704, gli abitanti del New England sotto la guida di Benjamin Church razziarono i villaggi acadiani di Pentagouet (attuale Castine, Maine), Baia di Passamaquoddy (attuale St. Stephen, Nuovo Brunswick), Grand Pré, Pisiquid e Beaubassin (tutti nell'attuale Nuova Scozia). Le istruzioni di Church erano di prendere prigionieri da scambiare con quelli catturati a Deerfield, proibendo comunque l'attacco alla capitale fortificata di Port Royal.
Deerfield e altre comunità raccolsero dei fondi per il riscatto dei prigionieri. I francesi stessi lavorarono per cercare di strappare gli ostaggi agli indiani. Nel giro di un anno, gran parte dei prigionieri passarono in mano ai francesi, prodotto della frontiera di commercio degli umani che era comune all'epoca su ambo i fronti. I francesi e gli indiani convertiti lavorarono per convertire i prigionieri al cattolicesimo, con pochi successi. Mentre gli adulti risultarono più duri al proselitismo, i bambini accettarono spesso le conversioni, talvolta dietro minacce.
Molti dei prigionieri più giovani, ad ogni modo, vennero adottati dalle tribù indiane. Questo fu il caso della figlia di Williams, Eunice, che aveva appena otto anni quando venne catturata. Essa venne pienamente assimilaa da una famiglia mohawk, e sposò un uomo mohawk quando ebbe raggiunto i 16 anni. Non vide la sua famiglia d'origine per molti anni. Altri prigionieri scelsero di vivere volontariamente in comunità canadesi o native come ad esempio Kahnawake per il resto delle loro vite.
I negoziati per il rilascio e lo scambio dei prigionieri iniziarono alla fine del 1704 e continuarono sino alla fine del 1706. Rimasero impigliati in una serie di situazioni (come il caso del francese Pierre Maisonnat detto Baptiste, prigioniero inglese), che costrinsero le due parti alla neutralità per qualche tempo.  Su mediazione in parte dei residenti di Deerfield, John Sheldon e John Wells, alcuni prigionieri (tra cui Noel Doiron) tornarono a Boston nell'agosto del 1706. Il governatore Dudley, che abbisognava di molti di questi ritorni per ragioni politiche, rilasciò dunque molti prigionieri francesi; i restanti scelsero di tornare a Boston dal novembre del 1706.
Molti giovani prigionieri vennero adottati come si è detto in tribù native e nella società francese. 36 prigionieri, in gran parte bambini e ragazzi all'epoca del raid, vi rimasero permanentemente. Quanti rimasero non vennero costretti con la forza. La loro differente esperienza era in gran parte dettata dal genere e dall'età: le giovani donne erano più facili all'assimilazione. Nove ragazze rimasero contro solo cinque ragazzi. Le ragazze che scelsero di rimanere, non lo fecero per costrizione, né affascinate dallo spirito dell'avventura, né per la stranezza della vita in un'altra società, ma perché semplicemente trasferirono la loro vita in nuove comunità formate da nuovi gruppi di famiglie, tradizioni religiose e lingua. In effetti, più della metà delle giovani donne catturate che decisero di rimanere a Montréal condussero "le loro vite come facevano a Deerfield con ben poche differenze". Il clima in Nuova Francia o a Deerfield era sostanzialmente il medesimo e questo non cambiò particolarmente le abitudini agricole dei prigionieri né il loro legame con il lavoro e queste tesero a sposarsi prima dei vent'anni avendo ciascuna sei o sette figli. Altre donne rimasero nelle comunità di nativi come ad esempio Kahnawake, preferendole talvolta al ritorno nella società inglese.
John Williams scrisse un'opera, The Redeemed Captive Returning to Zion, circa la sua esperienza come prigioniero, che venne pubblicata nel 1707. La narrazione di Williams venne pubblicata durante i negoziati e fece pressione perché i prigionieri di Deerfield tornassero a casa. Scritto con l'assistenza del puritano rev. Cotton Mather di Boston, il libro raccontava del raid, della prigionia e delle relazioni di confine tra francesi e indiani nei termini di storia provvidenziale come era in uso presso i puritani. L'opera divenne particolarmente comune tra il XVIII ed il XIX secolo, e continua ad essere pubblicata tutt'oggi. Il lavoro di Williams fu una delle ragioni per cui questo raid, a differenza di molti altri, è ricordato ancora oggi come parte della storia della frontiera americana. Il lavoro di Williams trasformò la narrativa di prigionia in una celebrazione dell'eroismo individuale ed in un trionfo dei valori protestanti contro i nemici "papisti".